# Ophiacantha moniliformis
Ophiacantha moniliformis is een slangster uit de familie Ophiacanthidae. De wetenschappelijke naam van de soort werd in 1899 gepubliceerd door Christian Frederik Lütken & Theodor Mortensen.